# Šaševo
Šaševo falu Horvátországban Verőce-Drávamente megyében. Közigazgatásilag Szagyolcához tartozik.

## Fekvése
Verőcétől légvonalban 36, közúton 42 km-re délkeletre, községközpontjától 1 km-re nyugatra, Nyugat-Szlavóniában, a Drávamenti-síkságon, Starin és Szagyolca között, a Szalatnokot Eszékkel összekötő 34-es számú főút mentén fekszik. Házai mind a főút mentén sorakoznak.

## Története
A település a 19. század végén keletkezett Starin keleti, Šaševi nevű határrészén. Önálló település csak a második világháború után, 1948-ban lett. 1991-ben lakosságának 88%-a horvát, 8%-a szerb nemzetiségű volt. 2011-ben 114 lakosa volt.

## Lakossága
| Lakosság változása | Lakosság változása | Lakosság változása | Lakosság változása | Lakosság változása | Lakosság változása | Lakosság változása | Lakosság változása | Lakosság változása | Lakosság változása | Lakosság változása | Lakosság változása | Lakosság változása | Lakosság változása | Lakosság változása | Lakosság változása |
| ------------------ | ------------------ | ------------------ | ------------------ | ------------------ | ------------------ | ------------------ | ------------------ | ------------------ | ------------------ | ------------------ | ------------------ | ------------------ | ------------------ | ------------------ | ------------------ |
| 1857               | 1869               | 1880               | 1890               | 1900               | 1910               | 1921               | 1931               | 1948               | 1953               | 1961               | 1971               | 1981               | 1991               | 2001               | 2011               |
| 0                  | 0                  | 0                  | 0                  | 0                  | 0                  | 0                  | 165                | 137                | 159                | 165                | 137                | 135                | 132                | 109                | 114                |

(1948-tól önálló településként.)